# Patrik Lörtscher
Patrik Lörtscher, född den 19 mars 1960, är en schweizisk curlingspelare.
Han tog OS-guld i herrarnas curlingturnering i samband med de olympiska curlingtävlingarna 1998 i Nagano.